# Akkarampalle
Akkarampalle é uma vila no distrito de Chittoor  , no estado indiano de Andhra Pradesh.

## Demografia
Segundo o censo de 2001, Akkarampalle tinha uma população de 20 325 habitantes. Os indivíduos do sexo masculino constituem 51% da população e os do sexo feminino 49%. Akkarampalle tem uma taxa de literacia de 62%, superior à média nacional de 59,5%; com 57% para o sexo masculino e 43% para o sexo feminino. 13% da população está abaixo dos 6 anos de idade.